# エキストラ
エキストラあるいはエクストラ（英: extra）とは、
1. テレビドラマや映画などの映像作品分野では、通行人、群集など物語で重要性の少ない役を演じる出演者のこと。必ずしも職業俳優が演じるわけではないので追加、臨時、番外の意であるエクストラと呼ばれる。日本の映画業界では、「仕出し」、古くは「ワンサ」とも言う。
2. 音楽の分野では、楽団などの演奏に正メンバーなどの代理として臨時出演すること。

## テレビや映画のエキストラ

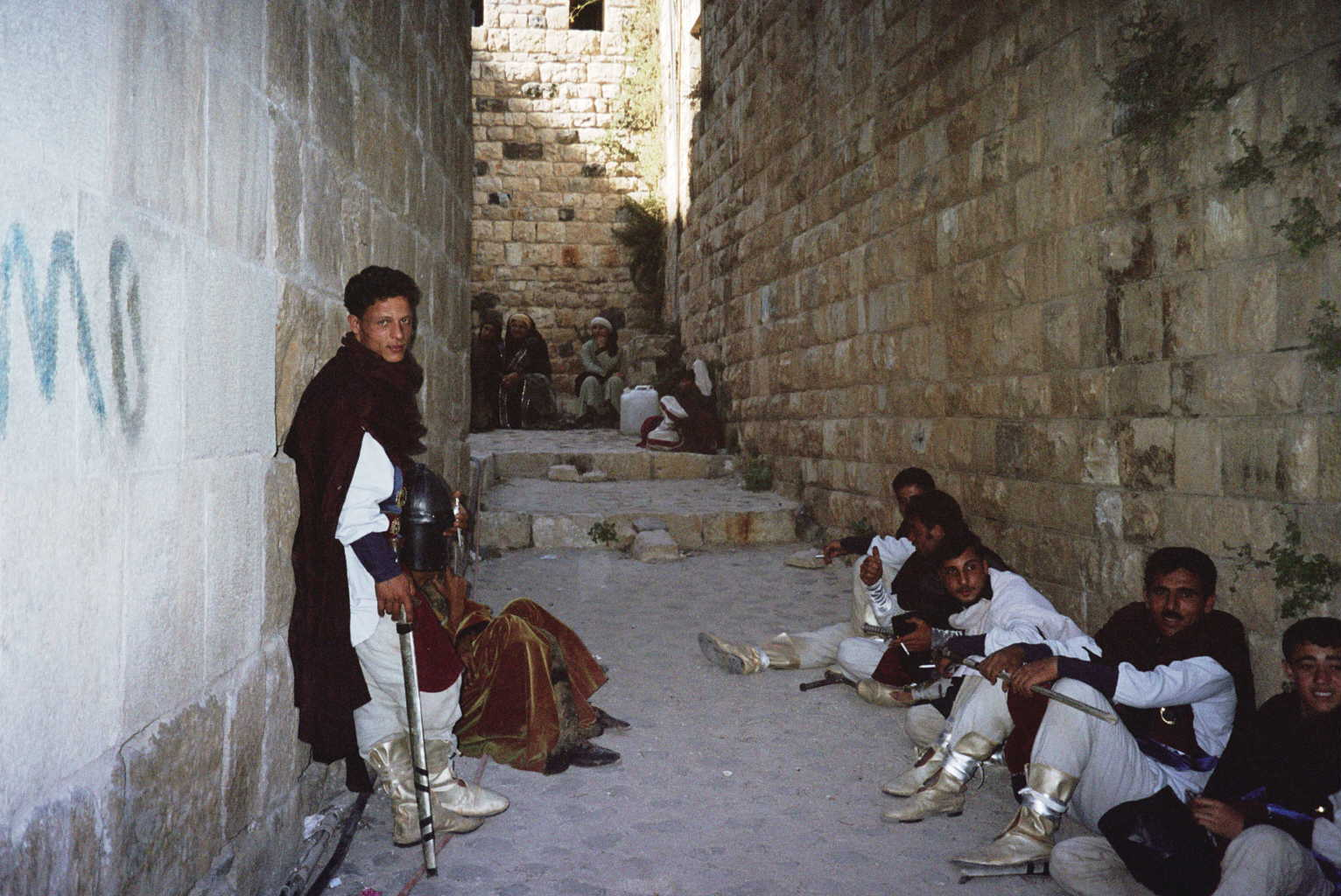
エキストラ

### 登場するケース
群集シーンなどの多人数が登場するシーンや、主役・脇役・端役などのキャスト以外で、クレジットがつかない無名の出演者は、通例エキストラである。映画、ドラマ、コマーシャル、プロモーションビデオ、再現ドラマの出演などが、エキストラの仕事に含まれる。

### 役割
出演者の中では最も格下の存在ではあるが、背景を演出する上で重役のみの存在では作品は決して成り立たないので、自然なリアルさなどを演出する上で無くてはならない重要な存在である。特に、エキストラのみが写される群衆シーンのような場合にはエキストラは背景扱いではないために、その演技は極めて重要である。なお、アニメ・声優・ゲーム界など、声のみで出演・演出を行う業界ではガヤという類義語で呼ばれている。

### 調達
エキストラは、タレント事務所から調達する場合と、撮影現場などで公募する場合とがある。エキストラには、一般に謝礼が支払われるが、後者は無償での出演となる場合もある。また、内部の撮影スタッフや制作局職員がエキストラとして出演する場合もある。この場合は「内トラ」（内部のエキストラの略）と呼ばれる。

#### タレント事務所からの調達
タレント事務所から調達する場合は、当該事務所にエキストラとして登録している者から条件があうものをピックアップするが人選はタレント事務所にまかされることが多い。エキストラであっても、役柄に合わせた人選をするために宣材の提出があったり、無名の役者やモデルからオーディションで選ぶこともある。
事務所にエキストラとして登録している者は、無名な役者や役者志望者だけではなく、テレビなどへの出演を趣味とする素人もいる。台詞のないワンシーンだけの出演や、現場で臨機応変にエキストラに役を与える場合もある。
撮影現場には撮影現場独特の慣習などもあるため、素人といえどもある程度撮影慣れしている者の方が撮影効率があがる場合が多く、テレビドラマなどではこの方法でエキストラを集めるのが一般的である。
このため、一般人であっても主演出演者や、それらの所属グループのファンクラブは大抵、タレント事務所の直営であるため、その会員の中からエキストラを募集するのも、この事例に該当する。特に会員数が非常に多いものや、アイドル系に多くみられる。
この場合、エキストラ協力としてタレント事務所名がクレジットに記載される。

#### 現地調達
映画作品など、比較的長期にわたって撮影が行われる場合などでは、事務所調達のエキストラを使うと宿泊費などの費用がかかることから、現地で一般公募による調達が行われることがある。地元側でも地元のイベントとして盛り上げたり、フィルム・コミッションなどのロケ誘致政策として地元自治体などが対応する場合もある。こういったケースでは個々のエキストラの名前をクレジットに記したりして、映像作品の側がクレジットを通じて地元に謝意を表明する場合があり、大林宣彦監督の尾道三部作では「尾道の人々」と表示された。

#### 公募
テレビ局などが直接募集する例も多く、近年はインターネット上での募集が見られる。例としては『踊る大捜査線』や『SP 警視庁警備部警護課第四係』などのように日当・交通費の出ないボランティアエキストラが増えてきている。また、東映の『仮面ライダーシリーズ』・『スーパー戦隊シリーズ』では「東映特撮ファンクラブ」を通したエキストラの募集が行われている。
公募のため、参加者の住まいは撮影地近辺であるとは限らず、出演者や作品のファンなどが遠方からかけつけることも多い。ファンが多い作品・シリーズでは、安価にかつ大量に調達できるメリットがある。
お礼として作品のオリジナルグッズ（多くは非売品）が記念品として出る場合がある。
テレビ業界も番組制作費削減されている為、ボランティアエキストラでエキストラを賄い、足りない部分をエキストラ事務所を通して手配するということが増えている。

#### 動員
社会主義国ではプロパガンダ映画や国営放送の歴史ドラマの合戦シーンで大人数が必要となる場合、軍人を動員することがある。
中国中央電視台製作のテレビドラマ『三国志演義』では大規模な合戦シーンのため、中国人民解放軍の兵士を10万人以上動員した。

### エキストラになるには
エキストラとして映像作品に出演するにはタレント事務所にエキストラとして登録をするか、フィルム・コミッションに登録するのが一般的である。最近では、テレビ局などがインターネットで募集するケースも見られる。たまたま地元で映画撮影が行われるなどして公募がなされた場合に応募するといった方法がある。エキストラは撮影日時の縛りが厳しいわりに報酬は安いため、エキストラの収入のみで生活するのは困難になっている。
この他動物を伴って出演して台詞のあるエキストラ等もある。例えば殺人事件の発見者が犬の散歩中という設定で行われる場合等。動物の場合は専門の動物を扱う所もあるが、大抵はエキストラと自分の家の犬や猫等懐いてる動物を使用する方が効率的なので注文が多い。

## 音楽におけるエキストラ
プロの楽団、とりわけ管弦楽団や吹奏楽団などではエキストラ出演が頻繁に行われている。その理由を大きく分けると、
- 本来のメンバーが急病等で出演できない場合。
- 頻繁に使われない楽器で（例：大太鼓、バスクラリネット）、楽団に常任のメンバーが居ない場合。
- 一管編成の楽団が、二管編成の楽曲を演奏する場合。

ぐらいである。つまり楽団の場合、特定の楽器が欠けると、音楽そのものが成り立たなくなる場合が少なくなく、それゆえ、エキストラも頻繁に起用される。よって、この場合のエキストラは上記の様な意味合いとは異なり、普通に重宝される存在なのだが、本来のきちんとした演奏要員として起用されるため、その分求められる責任も重い。
アマチュアの楽団などでは、人数に余裕が無い場合などに多くのエキストラが起用される。レベルアップを狙うため、音大生やセミプロの演奏者を起用する傾向がある。ギャラもあるが、良くて数千円程度。
プロの場では報酬（ギャラ）も役者のエキストラとは対照的であり、（エキストラ出演者次第だが）結構な額になることもある。実際にエキストラの収入で十分な生活ができる者も少なからず存在する。
主催者が堂々とした募集を行うことは皆無（ただし、アマチュアでは多い）。プロダクションもごく少数である。概ね出演者の決定は、個人間の繋がりや同業の仲間、弟子といった場合が多い。